# Archithremma ulachensis
Archithremma ulachensis là một loài trong họ Goeridae. Chúng phân bố ở miền Cổ bắc.